# José Casares Gil
José Casares Gil (Santiago di Compostela, 10 marzo 1866 – 21 marzo 1961) è stato un chimico spagnolo.

## Biografia
Appartenente ad una famiglia di professori universitari, si è laureato in farmacia presso l'Università di Santiago di Compostela nel 1884. Nel 1888 ha ottenuto la prima cattedra di Analisi Chimica e Fisica della facoltà di farmacia di Barcellona, che passò a quella di Madrid nel 1905.
Nel 1896 era in viaggio studio a Monaco di Baviera, dove ha lavorato sotto la direzione del professor Adolf von Baeyer. In quella occasione studiò le tecniche di ricerca chimica, che si svilupparono in Germania. Era un compagno di classe di Richard Willstätter, Heinrich Otto Wieland e altri, con il quale rimasero amici per tutta la vita.
Desideroso di completare la sua formazione, viaggiò a Parigi, con Henri Moissan. Più tardi, nel 1899, si è trasferito negli Stati Uniti, dove ha lavorato a New York, con Smidt nella separazione dei metalli nobili e terre rare.
Con tutto questo bagaglio di esperienza ha tenuto il famoso discorso di apertura del corso 1900-1901 presso l'Università di Barcellona, in cui ha esposto il ritardo delle università spagnole. È stato il precursore dello sviluppo attuale di chimica in Spagna.
Eletto, nel 1911, accademico della Reale Accademia delle Scienze esatte, fisiche e naturali, divenendone presidente il 24 gennaio 1940, carica che ha ricoperto fino al 11 giugno 1958.
Durante la dittatura di Miguel Primo de Rivera era un membro della Consulta Nazionale.